# Berken
Pour les articles homonymes, voir Berken (homonymie).
Berken est une commune suisse du canton de Berne, située dans l'arrondissement administratif de Haute-Argovie. Petite commune sur la rive droite de l'Aar, comprenant les hameaux d'Oberberken, Niederberken et Christenhof.

La commune est gérée par un conseil communal de 5 membres élus, comprenant, un président, d'un vice-président s'occupant du système scolaire, home et finances,un conseiller s'occupant de la maison des jeunes, voyage pour seniors, maison de retraite de Haute-Argovie, hôpital, église, un membre s'occupant des pompiers, protection civile et du cimetières, d'un conseiller s'occupant des bâtiments et de la coopérative d'électricité/BKW .

Photo aérienne par Walter Mittelholzer (1923)

## Histoire
En 1272, la commune se dénomme Berinkon. 2 feux en 1570, 77 hab. en 1850, 114 en 1900, 74 en 1950, 51 en 2000. Vestiges isolés mésolithiques ou néolithiques (Rumisberg, Spichermatte). En 1331, B. et sa justice appartenaient à la seigneurie, devenue bailliage bailliage d'Aarwangen ceci jusqu'en 1798. Attribué au bailliage de Wangen en 1803 .